# Cristina de Mecklenburg-Gustrow
Cristina de Mecklenburg-Gustrow (en alemany Christine von Mecklenburg-Güstrow) va néixer a Güstrow (Alemanya) el 14 d'agost de 1663 i va morir a Gedern el 3 d'agost de 1749. Era filla del duc Gustau Adolf (1633-1695) i de la princesa Magdalena Sibil·la de Schleswig-Holstein-Gottorp (1631-1719).

## Matrimoni i fills
El 14 de maig de 1663 es va casar a Güstrow amb el comte Lluís Cristià de Stolberg-Gedern (1652-1710), fill d'Enric Ernest de Stolberg-Wernigerode (1593-1672) i d'Anna Elisabet de Stolberg-Wernigerode (1624-1668). El matrimoni va tenir els següents fills:
- Gustau Adolf (1684-1684)
- Gustau Ernest (1685-1689)
- Frederica Carlota (1686-1739)
- Emília Augusta (1687-1730)
- Cristiana Lluïsa (1688-1691)
- Albertina Antònia (1689-1689)
- Carles Lluís (1689-1691)
- Gustava Magdalena (1690-1691)
- Cristià Ernest (1691-1771)
- Cristina Elionor (1692-1745)
- Frederic Carles (1693-1767), casat amb Lluïsa Enriqueta de Nassau-Saarbrücken (1705-1766).
- Ernestina Guillemina (1695-1759)
- Frederica Lluïsa (1696-1697)
- Lluís Adolf (1697-1698)
- Enric August (1697-1748)
- Sofia Cristiana (1698-1771)
- Ferranda Enriqueta (1699-1750), casada amb Jordi August d'Erbach-Schönberg (1691-1758).

- Ludolf Lebrecht (1701-1702)
- Cristià Lluís (1701-1701)
- Augusta Maria (1702-1768)
- Carolina Adolfina (1704-1707)
- Filipina Lluïsa (1706-1744)